# Elysia subornata
Elysia subornata är en snäckart som beskrevs av Addison Emery Verrill 1901. Elysia subornata ingår i släktet Elysia och familjen sammetssniglar. Inga underarter finns listade i Catalogue of Life.